# Jean Perréal
Jean Perréal, även kallad Jehan de Paris, död omkring 1530, var en fransk konstnär.
Perréal var Bourbonernas hovmålare. I litterära källor omtalas flera förnäma verk, men hittills har man inte lyckats identifiera dem med bevarade konstverk.